# WTA Elite Trophy 2018
El Hengqin Life WTA Elite Trophy Zhuhai 2018, és un esdeveniment de tennis femení que va reunir dotze tennistes individuals i sis parelles. La quarta edició del torneig es va disputar entre el 30 d'octubre i el 4 de novembre de 2018 sobre pista dura interior al Hengqin International Tennis Center de Zhuhai, Xina. L'extennista Stefanie Graf va continuar sent l'ambaixadora del torneig per tal de promocionar aquesta edició del torneig.
La tennista australiana Ashleigh Barty va guanyar el segon títol de la temporada.

## Format
En categoria individual es van escollir les onze millors tennistes segons els rànquing WTA que no es van classificar pel torneig WTA Finals 2018 i una tennista convidada per l'organització del torneig. Les dues tennistes suplents classificades pel WTA Finals 2018 podien participar igualment en aquest torneig inclús en el cas que haguessin jugat algun partit. Les dotze tennistes es van dividir en quatre grups de tres tennistes per disputar una fase inicial en format Round Robin. Les quatre tennista millors classificades d'aquesta fase es van classificar per semifinals, i les dues guanyadores es van enfrontar en la final.
En cas dels dobles, dues parelles formades per tennista que no van competir en WTA Finals 2018, ja sigui individuals o dobles, i dues parelles més formades per tennistes que no van competir en el WTA Finals 2018 però amb almenys una de les tennistes classificades per aquest torneig en categoria individual, i pel qual es va combinar el rànquing individual i de dobles per obtenir l'ordre final d'acceptació. Finalment es van convidar dues parelles més per part de l'organització. Es van dividir en dos grups de tres parelles, i les dues guanyadores d'aquesta fase es van classificar directament per la final.
La classificació en la fase Round Robin es va determinar pel nombre de victòries, nombre de partits disputats i enfrontaments directes. En cas de d'empat, es comprovava el percentatge de sets guanyats i llavors el percentatge de jocs guanyats.

## Individual

### Classificació
| CS    | Rq | Tennista             | Grand Slam | Grand Slam | Grand Slam | Grand Slam | Premier Mandatory | Premier Mandatory | Premier Mandatory | Premier Mandatory | Millors Premier 5 | Millors Premier 5 | Altres millors resultats | Altres millors resultats | Altres millors resultats | Altres millors resultats | Altres millors resultats | Altres millors resultats | Punts | Torn. |
| ----- | -- | -------------------- | ---------- | ---------- | ---------- | ---------- | ----------------- | ----------------- | ----------------- | ----------------- | ----------------- | ----------------- | ------------------------ | ------------------------ | ------------------------ | ------------------------ | ------------------------ | ------------------------ | ----- | ----- |
| CS    | Rq | Tennista             | AUS        | RG         | WIM        | USO        | INW               | MIA               | MAD               | PEQ               | 1                 | 2                 | 1                        | 2                        | 3                        | 4                        | 5                        | 6                        | Punts | Torn. |
| 1     | 10 | Dària Kassàtkina     | R64 70     | QF 430     | QF 430     | R64 70     | F 650             | R64 10            | QF 215            | R64 10            | R16 105           | R16 105           | G 470                    | F 305                    | SF 185                   | QF 100                   | QF 100                   |                          | 3.315 | 25    |
| 2     | 11 | Anastasija Sevastova | R64 70     | R128 10    | R128 10    | SF 780     | R16 120           | R32 65            | R32 65            | F 650             | QF 190            | R16 105           | G 280                    | SF 185                   | SF 185                   | SF 185                   | F 180                    | R16 105                  | 3.185 | 22    |
| 3     | 12 | Arina Sabalenka      | R128 10    | R128 10    | R128 10    | R16 240    | R32 65            | R64 35            | R64 30            | QF 215            | G 900             | SF 350            | G 470                    | F 305                    | F 180                    | G 160                    | R16 105                  |                          | 3.145 | 26    |
| 4     | 13 | Elise Mertens        | SF 780     | R16 240    | R32 130    | R16 240    | R64 10            | R32 65            | R32 65            | R64 10            | QF 190            | QF 190            | G 280                    | G 280                    | G 280                    | SF 185                   |                          |                          | 3.065 | 22    |
| 5     | 14 | Julia Görges         | R64 70     | R32 130    | SF 780     | R64 70     | R32 65            | R64 10            | R16 120           | R16 120           | QF 190            | R16 105           | F 300                    | G 280                    | G 280                    | SF 185                   | SF 185                   | QF 100                   | 2.995 | 23    |
| −     | 15 | Serena Williams      | A 0        | R16 240    | F 1300     | F 1300     | R32 65            | R128 10           | A 0               | A 0               | R32 60            |                   |                          |                          |                          |                          |                          |                          | 2.976 | 17    |
| 6     | 16 | Madison Keys         | QF 430     | SF 780     | R32 130    | SF 780     | R64 10            | R64 10            | R64 10            | R32 65            | QF 190            | R16 105           | SF 185                   |                          |                          |                          |                          |                          | 2.817 | 15    |
| 7     | 17 | Garbiñe Muguruza     | R64 70     | SF 780     | R64 70     | R64 70     | R64 10            | R16 120           | R16 120           | R32 65            | F 585             | R16 105           | G 280                    | SF 185                   | SF 110                   | QF 100                   |                          |                          | 2.725 | 22    |
| 8     | 18 | Caroline Garcia      | R16 240    | R16 240    | R128 10    | R32 130    | R16 120           | R64 10            | SF 390            | R16 120           | QF 190            | QF 190            | G 280                    | QF 190                   | SF 185                   | R16 105                  | QF 100                   | QF 100                   | 2.600 | 22    |
| 9     | 19 | Ashleigh Barty       | R32 130    | R64 70     | R32 130    | R16 240    | R64 10            | R16 120           | R32 65            | A 0               | SF 350            | SF 350            | F 305                    | G 280                    | SF 110                   | R16 105                  | QF 100                   |                          | 2.420 | 20    |
| 10    | 20 | Anett Kontaveit      | R16 240    | R16 240    | R32 130    | R128 10    | R64 10            | R64 10            | R16 120           | R16 120           | F 585             | SF 350            | SF 185                   | R16 105                  | QF 100                   |                          |                          |                          | 2.375 | 23    |
| −     | 21 | Jeļena Ostapenko     | R32 130    | R128 10    | SF 780     | R32 130    | R32 65            | F 650             | R64 10            | R32 65            | QF 190            | R64 1             | QF 100                   | QF 100                   | QF 100                   |                          |                          |                          | 2.363 | 21    |
| 11    | 22 | Wang Qiang           | R128 10    | R32 130    | R128 10    | R32 130    | R16 120           | R128 10           | R64 10            | SF 390            | SF 350            | R64 30            | G 280                    | G 280                    | F 180                    | SF 110                   |                          |                          | 2.155 | 22    |
| 12 WC | 35 | Zhang Shuai          | R64 70     | R64 70     | R128 10    | R128 10    | R32 65            | R64 10            | R32 65            | QF 215            | R16 105           | R32 60            | G 160                    | G 140                    | SF 110                   | SF 110                   | SF 110                   |                          | 1.370 | 27    |
| S1    | 24 | Mihaela Buzărnescu   | R128 10    | R16 240    | R32 130    | A 0        | R128 10           | R128 10           | R64 10            | R64 10            | R16 105           | G 100             | G 470                    | SF 185                   | F 180                    | F 180                    | SF 110                   | SF 110                   | 1.860 | 27    |
| S2    | 28 | Hsieh Su-wei         | R16 240    | R128 10    | R16 240    | R64 70     | R64 65            | R32 65            | R16 55            | R64 10            | R32 90            | QF 60             | G 280                    | SF 110                   | SF 110                   | SF 110                   | SF 110                   |                          | 1.720 | 27    |

### Fase grups

#### Grup Azalea
| CS | Tennista         | D. Kassàtkina | M. Keys       | Q. Wang       | V − D | Sets  | Jocs    | Pos. |
| 1  | Dària Kassàtkina |               | 2−6, 4−6      | 6−1, 2−6, 7−5 | 1 − 1 | 2 − 3 | 21 − 24 | 3    |
| 6  | Madison Keys     | 6−2, 6−4      |               | 6−1, 3−6, 1−6 | 1 − 1 | 3 − 2 | 22 − 19 | 1    |
| 11 | Wang Qiang       | 1−6, 6−2, 5−7 | 1−6, 6−3, 6−1 |               | 1 − 1 | 3 − 3 | 25 − 25 | 2    |

#### Grup Camèlia
| CS    | Tennista             | A. Sevastova        | G. Muguruza         | S. Zhang      | V − D | Sets  | Jocs    | Pos. |
| 2     | Anastasija Sevastova |                     | 7−6(4), 2−6, 6−7(1) | 6−0, 7−6(10)  | 1 − 1 | 3 − 2 | 28 − 25 | 2    |
| 7     | Garbiñe Muguruza     | 6−7(4), 6−2, 7−6(1) |                     | 3−6, 6−3, 6−2 | 2 − 0 | 4 − 2 | 34 − 26 | 1    |
| 12/WC | Zhang Shuai          | 0−6, 6−7(10)        | 6−3, 3−6, 2−6       |               | 0 − 2 | 1 − 4 | 17 − 28 | 3    |

#### Grup Orquídia
| CS | Tennista        | A. Sabalenka | C. Garcia | A. Barty | V − D | Sets  | Jocs    | Pos. |
| 3  | Arina Sabalenka |              | 4−6, 4−6  | 6−4, 6−4 | 1 − 1 | 2 − 2 | 20 − 20 | 2    |
| 8  | Caroline Garcia | 6−4, 6−4     |           | 3−6, 4−6 | 1 − 1 | 2 − 2 | 19 − 20 | 3    |
| 9  | Ashleigh Barty  | 4−6, 4−6     | 6−3, 6−4  |          | 1 − 1 | 2 − 2 | 20 − 19 | 1    |

#### Grup Rosa
| CS | Tennista        | E. Mertens  | J. Görges     | A. Kontaveit  | V − D | Sets  | Jocs    | Pos. |
| 4  | Elise Mertens   |             | 2−6, 6−7(5)   | 6−3, 6−1      | 1 − 1 | 2 − 2 | 20 − 17 | 2    |
| 5  | Julia Görges    | 6−2, 7−6(5) |               | 2−6, 6−4, 4−6 | 1 − 1 | 3 − 2 | 25 − 24 | 1    |
| 10 | Anett Kontaveit | 3−6, 1−6    | 6−2, 4−6, 6−4 |               | 1 − 1 | 2 − 3 | 20 − 24 | 3    |

### Fase final
|  | Semifinals | Semifinals     | Semifinals | Semifinals | Semifinals |                  |   | Final          | Final | Final | Final | Final |
|  |            |                |            |            |            |                  |   |                |       |       |       |       |
|  | 5          | Julia Görges   | 6          | 3          | 3          |                  |   |                |       |       |       |       |
|  | 9          | Ashleigh Barty | 4          | 6          | 6          |                  |   |                |       |       |       |       |
|  | 9          | Ashleigh Barty | 4          | 6          | 6          |                  | 9 | Ashleigh Barty | 6     | 6     |       |       |
|  |            |                |            |            |            |                  | 9 | Ashleigh Barty | 6     | 6     |       |       |
|  |            | 11             | Wang Qiang | 3          | 4          |                  |   |                |       |       |       |       |
|  | 7          | 11             | Wang Qiang | 3          | 4          | Garbiñe Muguruza | 2 | 0              |       |       |       |       |
|  | 7          |                |            |            |            | Garbiñe Muguruza | 2 | 0              |       |       |       |       |
|  | 11         | Wang Qiang     | 6          | 6          |            |                  |   |                |       |       |       |       |

## Dobles

### Caps de sèrie
| CS   | Tennistes          | Tennistes        | Rànquing |
| ---- | ------------------ | ---------------- | -------- |
| 1    | Mihaela Buzărnescu | Alicja Rosolska  | 53       |
| 2    | Miyu Kato          | Makoto Ninomiya  | 65       |
| 3    | Liudmila Kitxenok  | Nadia Kitxenok   | 72       |
| 4    | Shuko Aoyama       | Lidziya Marozava | 142      |
| 5/WC | Jiang Xinyu        | Yang Zhaoxuan    |          |
| 6/WC | Xun Fangying       | Tang Qianhui     |          |

### Fase grups

#### Grup Lliri
| CS   | Tennistes                          | M. Buzărnescu A. Rosolska | S. Aoyama L. Marozava | F. Xun Q. Tang   | V − D | Sets  | Jocs    | Pos. |
| 1    | Mihaela Buzărnescu Alicja Rosolska |                           | 3−6, 2−6              | 6−2, 6−2         | 1 − 1 | 2 − 2 | 17 − 16 | 2    |
| 4    | Shuko Aoyama Lidziya Marozava      | 6−3, 6−2                  |                       | 6−3, 3−6, [6−10] | 1 − 1 | 3 − 2 | 21 − 15 | 2    |
| 6/WC | Xun Fangying Tang Qianhui          | 2−6, 2−6                  | 3−6, 6−3, [10−6]      |                  | 1 − 1 | 2 − 3 | 14 − 21 | 3    |

#### Grup Buguenvíl·lea
| CS   | Tennistes                        | M. Kato M. Ninomiya | L. Kitxenok N. Kitxenok | X. Jiang Z. Yang    | V − D | Sets  | Jocs    | Pos. |
| 2    | Miyu Kato Makoto Ninomiya        |                     | 4−6, 6−1, [7−10]        | 3−6, 4−6            | 0 − 2 | 1 − 4 | 17 − 20 | 3    |
| 3    | Liudmila Kitxenok Nadia Kitxenok | 6−4, 1−6, [10−7]    |                         | 7−6(9), 3−6, [11−9] | 2 − 0 | 4 − 2 | 19 − 22 | 1    |
| 5/WC | Jiang Xinyu Yang Zhaoxuan        | 6−3, 6−4            | 6−7(9), 6−3, [9−11]     |                     | 1 − 1 | 3 − 2 | 24 − 18 | 2    |

### Fase final
| Final |                                  |   |   |      |
|       |                                  |   |   |      |
| 4     | Shuko Aoyama Lidziya Marozava    | 4 | 6 | [7]  |
| 3     | Liudmila Kitxenok Nadia Kitxenok | 6 | 3 | [10] |